# Anacroneuria laminata
Anacroneuria laminata är en bäcksländeart som beskrevs av František Klapálek 1923. Anacroneuria laminata ingår i släktet Anacroneuria och familjen jättebäcksländor. Inga underarter finns listade i Catalogue of Life.